# Аліша Ньюман
Аліша Евелін Ньюман (англ. Alysha Newman; нар. 29 червня 1994, Лондон, Онтаріо, Канада) — канадська легкоатлетка, яка спеціалізується на стрибках з жердиною, бронзова призерка літніх Олімпійських ігор 2024 року та чемпіонка Ігор Співдружності 2018 року, рекордсменка Канади й Ігор Співдружності у стрибках з жердиною. Представляла Канаду на літніх Олімпійських іграх 2016, 2020 і 2024 років і стала першою канадкою, яка виграла медаль у стрибках з жердиною на Олімпійських іграх.

## Ранні роки
Спочатку займалася гімнастикою, яку була змушена покинути у 13 років після травми нижнього поперекового хребця. Після річної перерви у заняттях спортом, під час якої вона вибирала між хокеєм і стрибками у воду, Ньюман вибрала легку атлетику, і тренер спрямував її на заняття зі стрибків через її досвід у гімнастиці. Навчалася в середній школі Матері Терези в Лондоні, Онтаріо.

## Кар'єра в NCAA
2013 року вступила до Університету Східного Мічигану, стала чемпіонкою Середньоамериканської конференції та брала участь у турнірі NCAA.
Перевелася до Університету Маямі за своїм тренером Джерелом Ленглі. 2016 року отримала спеціальність фізіологія фізичних вправ і дієтологія.
9 квітня 2016 року успішно подолала 4.60 м, побивши рекорд Університету Маямі, рекорд Конференції Атлантичного узбережжя (ACC) і національний рекорд Канади у стрибках з жердиною серед жінок. У червні Ньюман виграла срібну медаль на чемпіонаті NCAA Дивізія I з легкої атлетики 2016 року на відкритому повітрі та завершиластудентську кар'єру як шестиразова всеамериканська спортсменка NCAA Дивізіон I.

## Спортивна кар'єра
Брала участь у стрибках з жердиною на Іграх Співдружності 2014 року, виборовши бронзову медаль з результатом 3,80 м. З результатом 2016 року у 4,60 м посіла четверту сходинку у світі серед жінок у стрибках з жердиною.
У липні 2016 року її офіційно включили до олімпійської збірної Канади. На Олімпійських іграх стрибнула 4,45 м у кваліфікації і не пройшла у фінал.
8 квітня 2017 року показала результат 4.71 м на змаганнях у Корал-Гейблз, Флорида. На Чемпіонаті світу з легкої атлетики 2017 року посіла сьоме місце з результатом 4,65 м.
На Чемпіонаті світу з легкої атлетики в приміщенні 2018 року посіла шосте місце, подолавши 4,70 м. У своїй другій участі на Іграх Співдружності у стрибках з жердиною в Голд-Кості, виграла золоту медаль з результатом 4,75 м.
У травні 2018 року під час поїздки на Qatar Athletic Super Grand Prix у Досі всі жердини Ньюман були зламані при транспортуванні Air Canada. Для змагань вона взяла жердини в місцевому легкоатлетичному клубі, і посіла сьоме місце. Air Canada згодом відшкодувала втрату. Ньюман отримала розрив сухожилля надколінка під час розминки на Prefontaine Classic в Юджині, штат Орегон.
У лютому 2019 року виграла 2019 Indoor Meeting iKarlsruhe зі стрибком з жердиною на 4,71, встановивши канадський рекорд в приміщенні. У липні 2019 року виграла змагання Stabhochsprung Йокгрім з новим особистим рекордом 4,77 м.
На Панамериканських іграх 2019 року в Лімі виграла бронзову медаль у стрибках з жердиною, подолавши 4,55 м. Висловила невдоволення своїм виступом, сказавши, що «відчуває, що не виступила». Пізніше того ж місяця Ньюмен виграла Meeting de Paris 2019, її перша перемога у Діамантовій лізі з новим канадським рекордом 4,82 м. Цей результат поставив її на 16 місце серед стрибунів усіх часів. З результатом 4,82 м стала третьою на змаганнях Діамантової ліги 2019 року у Цюриху. За результатом посіла 12 місце для стрибків у приміщенні в історії цієї дисципліни. У стрибках з жердиною на Чемпіонаті світу з легкої атлетики 2019 року подолала висоту 4,80 м і посіла третє місце.
Під час Естафети Дрейка 2021 року отримала струс мозку, впавши у душі свого готельного номера. Ньюман звинуватила Athletics Canada у неналежних діях. Пропустила Діамантову лігу 2021 року після того, як не змогла подолати планку на спортивному заході у Швеції. Увійшла до збірної Канади на літніх Олімпійських іграх 2020 року, які через пандемію COVID-19 відклали на 2021 рік. На змаганнях зі стрибків з жердиною провалила всі три спроби у кваліфікаційному раунді, тому не пройшла до основного етапу змагань. Пізніше спортсменка зізналася, що її комерційні угоди зі спонсорами вимагали участі в змаганнях у Токіо попри стан здоров'я. Продовжуючи боротися з наслідками струсу мозку, Ньюман звернувся за додатковою медичною допомогою у жовтні 2021 року та почала новий етап відновлення.
Під час відновлення від струсу мозку тренувалася на базі Athletics Canada в Йоркському університеті. Близькі стосунки з канадською семиборкою Джорджією Елленвуд спонукали до експериментів з багатоборством, і вона вперше після Олімпійських ігор взяла участь у семиборстві на чемпіонаті NACAC з комбінованих видів спорту в Оттаві у травні 2022 року. За результатами змагань Ньюман фінішувала четвертою. Незабаром вона виграла Johnny Loaring Classic у Віндзорі з результатом 4,61 м, що на 0,9 менше світового стандарту. На чемпіонаті Канади виграла змагання зі стрибків з жердиною та показала себе досить добре в бігу на 100 метрів з бар'єрами, щоб також потрапити до цієї команди, хоча вона не кваліфікувалася як семиборка. Вона не змогла вийти у фінал у стрибках з жердиною на Чемпіонаті світу з легкої атлетики 2022 року, подолавши лише 4,35 м. Спочатку була пригнічена результатом, сказавши, що «не впевнена, куди йти далі, тому що цей вид спорту продовжує розбивати моє серце». Через кілька днів вона вирішила продовжити сезон, сказавши, що необхідно висловити своє розчарування, хоча зрештою відчувала оптимізм щодо повернення до змагань. Ньюман увійшла до збірної Канади на Ігри Співдружності 2022 року у стрибках з жердиною та в бігу на 100 метрів з бар'єрами, але недіагностований перелом п'ятки завадив її участі. Вона знялася з опорного стрибка, посівши шосте місце з результатом 4,25 м, і не змагалася в бігу з бар'єрами, пізніше оголосивши про закінчення змагального сезону.
Після невтішних результатів протягом кількох років поспіль Athletics Canada прагнула зменшити спортивне фінансування Ньюман у жовтні 2022 року, але вона успішно оскаржила рішення того ж року. Почавши працювати з новим тренером з ментального здоров'я, вона досягла успіху на Світовому легкоатлетичному турі у приміщенні 2023 року, вигравши серію стрибків з жердиною та впоравшись з висотою 4,78 м. Чемпіонат світу з легкої атлетики 2023 року в Будапешті став розчаруванням, оскільки вона подолала лише 4,50 м у стрибках з жердиною і не пройшла до фіналу.
Сезон 2024 року в закритих приміщеннях був успішний, кульмінацією стала перемога на Матчі усіх зірок у Клермон-Феррані 22 лютого, де вона подолала 4,83 м. Разом з Сарою Міттон очолила збірну Канади на Чемпіонаті світу з легкої атлетики у приміщенні 2024 року. Однак вона отримала розтягнення зв'язок гомілковостопного суглоба під час тренування за два дні до заходу, і зрештою знялася в день фіналу. Після дванадцяти тижнів відновлення Ньюмен успішно подолала 4,76 м на змаганнях Діамантової ліги з легкої атлетики у Лондоні 2024 року, де посіла друге місце. Як член олімпійської збірної Канади, посіла сьоме місце у кваліфікації жіночих стрибків з жердиною. Це був перший раз, коли вона вийшла у фінал чемпіонату з 2019 року. Ньюмен встановила новий національний рекорд 4,85 м і виграла бронзову медаль. Це була перша олімпійська медаль для канадців у стрибках з жердиною серед жінок і перша канадська медаль зі стрибків з жердиною на Олімпійських іграх після того, як Вільям Галпенні виграв бронзу 1912 року. Вона сказала, що «я ніколи не здавалася в собі протягом цього року. І коли справи йшли погано, я все одно посміхалася. І це чудово».

## Особисте життя
У жовтні 2019 року Ньюман та її бойфренд, півзахисник «Піттсбург Стілерс» Ентоні Чікілло, посварилися на відпочинку в окрузі Феєтт, штат Пенсільванія. Чікілло звинуватили у нападі, злочинних діях і домаганнях, тоді як Ньюман у домаганнях. Згодом обвинувачення з обох були зняті.
2021 року названа однією зі 100 найпопулярніших жінок за версією журналу «Maxim».

## Результати

### NCAA
| Представниця Університету Східного Мічігану | Представниця Університету Східного Мічігану | Представниця Університету Східного Мічігану | Представниця Університету Східного Мічігану | Представниця Університету Східного Мічігану | Представниця Університету Східного Мічігану | Представниця Університету Східного Мічігану |
| Рік                                         | Mid-American в приміщенні                   | NCAA в приміщенні                           | Mid-American відкриті стадіони              | NCAA відкриті стадіони                      |                                             |                                             |
| ------------------------------------------- | ------------------------------------------- | ------------------------------------------- | ------------------------------------------- | ------------------------------------------- | ------------------------------------------- | ------------------------------------------- |
| 2013                                        | стрибки з жердиною 4,20 м, 1 місце          | стрибки з жердиною 4,20 м, 12 місце         | стрибки з жердиною 4,11 м, 1 місце          |                                             |                                             |                                             |
| Representing University of Miami            |                                             |                                             |                                             |                                             |                                             |                                             |
| Рік                                         | ACC в приміщенні                            | NCAA в приміщенні                           | ACC відкриті стадіони                       | NCAA відкриті стадіони                      |                                             |                                             |
| 2014                                        | стрибки з жердиною 4,35 м, 3 місце          | стрибки з жердиною 4,35 м, 5 місце          | стрибки з жердиною 4,28 м, 2 місце          | стрибки з жердиною 4,15 м, 7 місце          |                                             |                                             |
| 2015                                        |                                             |                                             | стрибки з жердиною 4,31 м, 2 місце          | стрибки з жердиною 4,20 м, 9 місце          |                                             |                                             |
| 2016                                        | стрибки з жердиною 4,42 м, 2 місце          | стрибки з жердиною 4,40 м, 4 місце          | стрибки з жердиною 4,46 м, 1 місце          | стрибки з жердиною 4,30 м, 3 місце          |                                             |                                             |

### Національний
| Рік                                | Змагання                           | Місто                              | Місце                              | Примітки                           |                                    |                                    |
| Чемпіонат Канади з легкої атлетики | Чемпіонат Канади з легкої атлетики | Чемпіонат Канади з легкої атлетики | Чемпіонат Канади з легкої атлетики | Чемпіонат Канади з легкої атлетики | Чемпіонат Канади з легкої атлетики | Чемпіонат Канади з легкої атлетики |
| ---------------------------------- | ---------------------------------- | ---------------------------------- | ---------------------------------- | ---------------------------------- | ---------------------------------- | ---------------------------------- |
| 2013                               | Чемпіонат Канади з легкої атлетики | Монктон                            | 3                                  | стрибки з жердиною                 | 4.00                               |                                    |
| 2014                               | Чемпіонат Канади з легкої атлетики | Монктон                            | 3                                  | стрибки з жердиною                 | 4.10                               |                                    |
| 2015                               | Чемпіонат Канади з легкої атлетики | Едмонтон                           | 2                                  | стрибки з жердиною                 | 4.20                               |                                    |
| 2016                               | Чемпіонат Канади з легкої атлетики | Edmonton                           | 1                                  | стрибки з жердиною                 | 4.40                               |                                    |
| 2017                               | Чемпіонат Канади з легкої атлетики | Оттава                             | 1st                                | стрибки з жердиною                 | 4.65                               |                                    |
| 2018                               | Чемпіонат Канади з легкої атлетики | Оттава                             | 1                                  | стрибки з жердиною                 | 4.45                               |                                    |
| 2019                               | Чемпіонат Канади з легкої атлетики | Монреаль                           | 1                                  | стрибки з жердиною                 | 4.56                               |                                    |
| 2022                               | Чемпіонат Канади з легкої атлетики | Ленглі                             | 8                                  | 100 м з бар'єрами                  | 15.49 с                            |                                    |
| 2022                               | Чемпіонат Канади з легкої атлетики | Ленглі                             | 1                                  | стрибки з жердиною                 | 4.40                               |                                    |
| 2023                               | Чемпіонат Канади з легкої атлетики | Ленглі                             | 1                                  | стрибки з жердиною                 | 4.73                               |                                    |